# Jacob Lawrence
Jacob Lawrence (Atlantic City, 7 settembre 1917 – Seattle, 9 giugno 2000) è stato un pittore statunitense.
È noto per aver ritratto soggetti storici afroamericani e la vita contemporanea. Lawrence si riferiva al suo stile come "cubismo dinamico", anche se, secondo la sua stessa ammissione, l'influenza principale non era tanto l'arte francese quanto le forme e i colori di Harlem, il quartiere di New York a forte presenza nera. Portò alla vita l'esperienza afroamericana utilizzando neri e marroni giustapposti a colori vivaci. 
Fu anche professore, insegnando per 16 anni all'Università del Washington.
Lawrence è tra i più noti pittori afroamericani del ventesimo secolo, conosciuto per le sue illustrazioni moderniste della vita quotidiana e per le narrazioni della storia e dei personaggi storici afroamericani. All'età di 23 anni si guadagnò attenzione a livello nazionale con la sua serie di 60 pannelli intitolata The Migration Series, che raffigurava la grande migrazione degli afroamericani dal sud rurale al nord urbano. La serie fu acquistata congiuntamente dalla Phillips Collection di Washington e dal Museum of Modern Art (MoMA) di New York. Le opere di Lawrence sono nelle collezioni permanenti di numerosi musei, tra cui il Philadelphia Museum of Art, il Whitney Museum, il Metropolitan Museum of Art, il Brooklyn Museum, il Reynolda House Museum of American Art e il Museum of Northwest Art. Il suo dipinto del 1947 The Builders è esposto alla Casa Bianca.

## Vita

### Primi anni

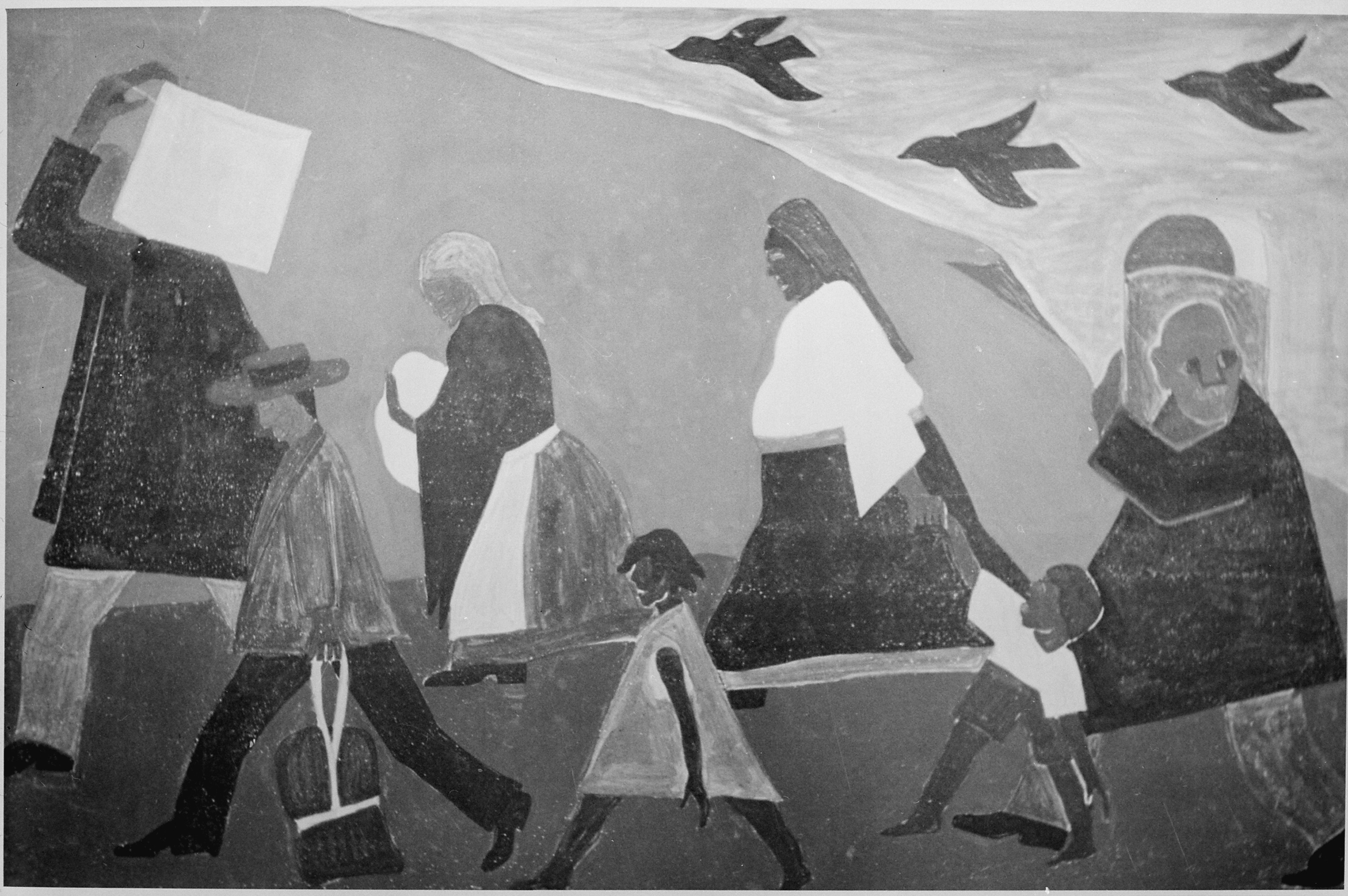
Douglass discute con poveri neri che lasciano il sud

Jacob Lawrence nacque il 7 settembre 1917 ad Atlantic City. I suoi genitori erano emigrati dal sud rurale; divorziarono nel 1924. Sua madre mise Jacob e i suoi due fratelli minori in affidamento a Filadelfia. Quando aveva 13 anni, lui e i suoi fratelli si trasferirono a New York, nel quartiere di Harlem, dove si riunirono con la madre. Lawrence fu iniziato all'arte poco dopo, quando la madre lo iscrisse a corsi di doposcuola in un istituto di beneficenza (una settlement house) di arti e mestieri ad Harlem, chiamato Utopia Children's Center, nel tentativo di tenerlo occupato. Il giovane Lawrence disegnava spesso motivi geometrici a pastelli. All'inizio copiava i motivi dei tappeti di sua madre.

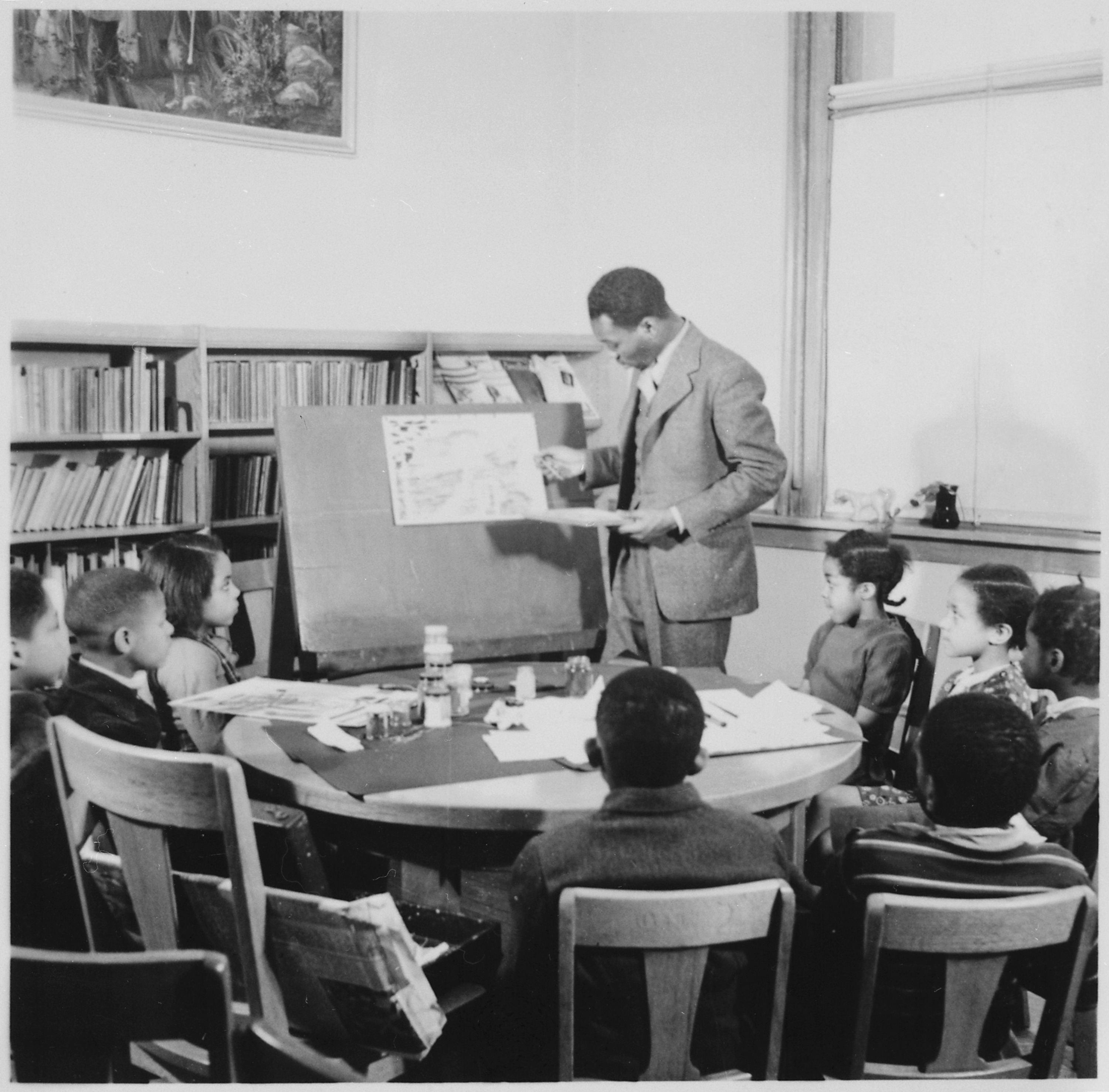
Lawrence insegna ai bambini delle scuole alla Abraham Lincoln School.

Dopo aver abbandonato la scuola a 16 anni, Lawrence lavorò in una lavanderia automatica e in una tipografia. Continuò a praticare l'arte, frequentando le lezioni all'Harlem Art Workshop, tenute dal noto artista afroamericano Charles Alston. Alston lo esortò a frequentare l'Harlem Community Art Center, guidato dalla scultrice Augusta Savage. Savage procurò a Lawrence una borsa di studio alla American Artists School e un impiego retribuito presso la Works Progress Administration, istituita durante la Grande Depressione dall'amministrazione del presidente Franklin D. Roosevelt. Lawrence continuò i suoi studi, lavorando con Alston e Henry Bannarn, un altro artista del rinascimento di Harlem. Compì anche degli studi all'Harlem Art Workshop di New York nel 1937. Harlem fornì una formazione cruciale per la maggior parte degli artisti neri negli Stati Uniti. Lawrence fu uno dei primi artisti formati all'interno della comunità afroamericana di Harlem. Durante la sua lunga carriera artistica, Lawrence si focalizzò sull'esplorazione della storia e delle lotte degli afroamericani.
Gli aspetti "duri, luminosi, fragili" di Harlem durante la Grande Depressione ispirarono Lawrence tanto quanto i colori, le forme e i motivi all'interno delle case dei suoi abitanti. "Anche a casa di mia madre", disse Lawrence allo storico Paul Karlstrom, "le persone della generazione di mia madre decoravano le loro case in tutti i colori... quindi avresti pensato in termini di Matisse". Durante tutta la carriera usò colori a base d'acqua. Lawrence iniziò a ricevere attenzione grazie ai suoi ritratti teatrali e vivaci sia di scene contemporanee della vita urbana afroamericana sia di eventi storici, che ritrasse con forme nitide, colori luminosi e chiari, trame dinamiche e pose e gesti espressivi.
All'inizio della sua carriera sviluppò il metodo che gli diede notorietà e che rimase il suo standard: creare serie di dipinti che raccontavano una storia o, a volte, raffiguravano molti aspetti di un soggetto. I suoi primi lavori del genere furono resoconti biografici di figure chiave della diaspora africana. Aveva solo 21 anni quando espose, in una mostra di artisti afroamericani al Baltimore Museum of Art, la sua serie di 41 dipinti sul generale haitiano Toussaint L'Ouverture, che aveva guidato la rivoluzione degli schiavi che infine ottenne l'indipendenza. A questa seguirono serie di dipinti delle vite di Harriet Tubman (1938-1939) e Frederick Douglass (1939-1940).
Il suo insegnante Charles Alston valuta così il lavoro di Lawrence in un saggio per una mostra all'Harlem YMCA 1938:
"Essendo finora sfuggito miracolosamente all'impronta delle idee accademiche e delle attuali mode nell'arte... ha seguito un percorso di sviluppo dettato dalle proprie motivazioni interiori... Lavorando nel mezzo molto limitato della tempera piatta ha raggiunto una ricchezza e una brillantezza di armonie di colore sia notevoli sia emozionanti... Lawrence simboleggia, più di chiunque altro a mia conoscenza, la vitalità, la serietà e la promessa di una nuova generazione di artisti neri socialmente consapevole."
Il 24 luglio 1941 Lawrence sposò la pittrice Gwendolyn Knight, anche lei studentessa di Savage. Contribuì a preparare i pannelli di gesso per i suoi dipinti e intervenne nella scrittura delle didascalie dei dipinti nelle sue opere multiple.

### La serieMigration
Lawrence completò la serie di 60 pannelli di dipinti narrativi intitolati Migration of the Negro o And the Migrants Kept Coming, ora chiamata The Migration Series, nel 1940-1941. La serie raccontava la Grande Migrazione, durante la quale centinaia di migliaia di afroamericani si trasferirono dal sud rurale al nord urbano dopo la prima guerra mondiale. Poiché stava lavorando a tempera, che si asciuga rapidamente, pianificò tutti i dipinti in anticipo e poi applicò ciascun colore su tutte le scene dove era usato, per mantenere la coerenza tonale. Solo dopo passava al colore successivo. La serie fu esposta alla Downtown Gallery nel Greenwich Village, cosa che lo fece diventare il primo artista afroamericano esposto da una galleria di New York. Questo gli portò notorietà nazionale. Selezioni di questa serie furono presentate in un numero di Fortune del 1941. L'intera serie fu acquistata congiuntamente e divisa dalla Phillips Collection di Washington, che detiene i dipinti dispari, e dal Museum of Modern Art di New York, che detiene i numeri pari.
Un'altra serie biografica, di ventidue pannelli dedicati all'abolizionista John Brown, fu dipinta nel 1941-42. Quando questi dittici diventarono troppo fragili per essere esposti, Lawrence, lavorando su commissione, ricreò i dipinti come una serie di stampe serigrafiche, nel 1977.
Nel 1943 Howard Devree, scrivendo sul New York Times, ritenne che Lawrence nella sua successiva serie di trenta immagini avesse "concentrato ancora più con successo la sua attenzione sulla vita multiforme della sua gente ad Harlem".

### La seconda guerra mondiale
Nell'ottobre del 1943, durante la seconda guerra mondiale, Lawrence fu arruolato nella Guardia Costiera degli Stati Uniti e prestò servizio come specialista di comunicazione esterna, facendo parte del primo equipaggio razzialmente integrato sulla USCGC Sea Cloud, un veliero usato come nave meteorologica, al comando di Carlton Skinner. Continuò a dipingere e disegnare mentre era nella Guardia Costiera, documentando l'esperienza della guerra in tutto il mondo. Durante questo periodo realizzò 48 dipinti, tutti andati perduti. Ottenne il grado di sottufficiale di terza classe.

#### Opere perdute
Nell'ottobre e novembre 1944 il MoMA espose tutti i 60 pannelli della migrazione più 8 dei dipinti che Lawrence aveva realizzato a bordo della Sea Cloud. Posò, ancora in uniforme, davanti a un'insegna che diceva: "Jacob Lawrence, The Migration Series e Lavori Realizzati nella Guardia Costiera USA". La Guardia Costiera mandò poi gli otto dipinti a varie mostre negli Stati Uniti. Nel disordine e nei cambiamenti di personale dovuti alla smobilitazione alla fine della guerra, questi lavori andarono persi.

### Il dopoguerra
Nel 1945 gli fu conferita una borsa di studio in belle arti dalla Fondazione Guggenheim. Nel 1946 Josef Albers invitò Lawrence a raggiungerlo come insegnante del programma artistico estivo al Black Mountain College.
Ritornato a New York, Lawrence soffrì di depressione; nel 1949 si fece ricoverare all'Hillside Hospital nel Queens, dove rimase per undici mesi. Durante questo periodo, realizzò la serie Hospital, opere che erano insolite per lui, incentrandosi sugli stati emotivi dei suoi soggetti.
Tra il 1954 e il 1956 Lawrence produsse una serie di 30 pannelli chiamata "Struggle: From the History of the American People" che raffigurava scene storiche dal 1775 al 1817. La serie, originariamente prevista per includere sessanta pannelli, include riferimenti ad eventi attuali come le udienze della commissione d'inchiesta parlamentare del 1954 sul senatore McCarthy, e talvolta esplorano aspetti relativamente oscuri o trascurati della storia americana, come una donna, Margaret Cochran Corbin, in combattimento, o il muro costruito da schiavi neri che protesse le forze americane nella battaglia di New Orleans. Anziché usare titoli tradizionali, Lawrence etichettò ogni pannello con una citazione, sia per aggiungere una voce originale al suo lavoro sia per usare frasi dense di significato. Il discorso di Patrick Henry, famoso per la frase "Datemi la libertà o datemi la morte", fu da Lawrence sottotitolato con una diversa citazione: "La vita è così cara o la pace così dolce, da essere comprate al prezzo delle catene e della schiavitù?". Un pannello che mostra neri che combattono contro gli inglesi è sottotitolato con le parole di un uomo che intentò una causa per emanciparsi dalla schiavitù nel 1773: "Non abbiamo proprietà! Non abbiamo mogli! Niente bambini! Non abbiamo città! Nessuna patria!" Quattro pannelli sono andati persi e altri due sono stati ritrovati solo nel 2017 e nel 2020. Anche a causa del delicato momento politico della metà degli anni 1950, la serie non trovò musei disposti ad acquistarla, e i pannelli furono venduti a un collezionista privato che li rivendette in seguito come opere singole.
Nel 1960 il Brooklyn Museum of Art allestì una mostra retrospettiva della sua opera.

### Pubblicazioni a stampa
Lawrence illustrò diverse opere per bambini. Harriet and the Promised Land fu pubblicato nel 1968 e usava la serie di dipinti che raccontavano la storia di Harriet Tubman. Fu inserito nell'elenco dei migliori libri illustrati dell'anno dal New York Times e lodato dal Boston Globe: "I talenti artistici, la sensibilità e l'intuizione dell'autore sull'esperienza nera hanno portato a un libro che in realtà crea, all'interno del lettore, un'esperienza spirituale ". Seguirono due volumi simili basati sulla sua serie di John Brown e la Grande Migrazione. Lawrence realizzò illustrazioni per una selezione di 18 favole di Esopo per la Windmill Press nel 1970; la University of Washington Press pubblicò la serie completa di 23 racconti nel 1998.

### Insegnamento e ultime opere
Dopo il suo primo periodo di insegnamento al Black Mountain College, Lawrence insegnò in diverse scuole, tra cui la New School for Social Research, l'Art Students League, il Pratt Institute, e la Skowhegan School. Fu "artista ospite" presso l'Università del Washington nel 1970, dove fu anche professore d'arte dal 1971 al 1986. Fu consulente laureato del litografo e pittore astratto James Claussen
Poco dopo essersi trasferito nello stato di Washington, Lawrence realizzò una serie di cinque dipinti sul viaggio verso ovest del pioniere afroamericano George Washington Bush. Questi dipinti sono ora nella collezione del Museo di storia dello Stato di Washington.
In questa parte della sua carriera assunse diverse commissioni importanti. Nel 1980 eseguì Exploration, un murale lungo 12 metri in porcellana su acciaio, costituito da una dozzina di pannelli dedicati all'impegno accademico. Fu installato nel Blackburn Center della Howard University. Il Washington Post lo ha descritto come "enormemente sofisticato ma allo stesso tempo per nulla presuntuoso" e scrisse "i colori sono piuttosto piatti, ma poiché la porcellana è stratificata e poiché Lawrence dipinge qua e là con forti ombre nere, il suo murale ha l'aspetto di un ricco rilievo. È pieno di rime visive. La piccola scena di John Henry, l'uomo in acciaio alla guida nel pannello finale, è riecheggiata dall'immagine di uno scultore nella scena artistica: sta martellando un'altra punta, per ragioni completamente diverse, in un blocco di pietra. Questa non è arte di cui ci si stanca, perché non è il tipo di opera che si può leggere in un istante".
Lawrence produsse un'altra serie nel 1983, otto serigrafie chiamate Hiroshima Series. Incaricato di fornire illustrazioni a tutta pagina per una nuova edizione di un'opera di sua scelta, Lawrence scelse Hiroshima (1946) di John Hershey. Raffigurò con un linguaggio visivo astratto diversi sopravvissuti al momento del bombardamento, nel mezzo della distruzione fisica ed emotiva.
Il dipinto Teatro di Lawrence fu commissionato dall'Università di Washington nel 1985 e installato nell'atrio principale della Meany Hall for the Performing Arts.

### Ultimi anni
Il Whitney Museum of American Art organizzò una mostra sull'intera carriera di Lawrence nel 1974, e altrettanto fece il Seattle Art Museum nel 1986.
Nel 1999 lui e sua moglie diedero vita alla Jacob and Gwendolyn Lawrence Foundation per la creazione, la presentazione e lo studio dell'arte americana, con un'enfasi particolare sulle opere di artisti afroamericani. Rappresenta la loro eredità e conserva un archivio consultabile di quasi mille immagini del loro lavoro.
Lawrence continuò a dipingere fino a poche settimane prima della sua morte, avvenuta per cancro ai polmoni il 9 giugno 2000, all'età di 82 anni. Il New York Times lo ritrasse come "uno dei maggiori pittori figurativi moderni d'America" e "tra i cronisti visivi più appassionati dell'esperienza afroamericana". Poco prima della sua morte Lawrence affermò: "... per me, un dipinto dovrebbe avere tre cose: universalità, chiarezza e forza. Chiarezza e forza in modo che possa essere esteticamente buono. Universalità in modo che possa essere compreso da tutti gli uomini."
Una mostra retrospettiva del lavoro di Lawrence, pianificata prima della sua morte, fu inaugurata alla Phillips Collection nel maggio 2001 e poi fu esposta al Whitney Museum of American Art, al Detroit Institute of Fine Arts, al Los Angeles County Museum of Art e al Museum of Fine Arts, Houston. La mostra doveva coincidere con la pubblicazione di Jacob Lawrence: Paintings, Drawings, and Murals (1935-1999), A Catalog Raisonne. La sua ultima opera pubblica commissionata, il murale a mosaico New York in Transit in vetro di Murano fu installata nell'ottobre 2001 nella stazione della metropolitana di Times Square a New York.
Sua moglie, Gwendolyn Knight, è morta nel 2005 all'età di 91 anni.

## Riconoscimenti
- 1945: Conseguimento di una borsa di studio in arte della Guggenheim Foundation[12]
- 1970: Insignito della Spingarn Medal da parte della NAACP per i suoi eccezionali risultati[36]
- 1971: Eletto membro associato della National Academy of Design
- 1978: Eletto membro della National Academy of Design
- 1983: Eletto membro della American Academy of Arts and Letters
- 1990: Insignito della National Medal of Arts
- 1995: Eletto membro della American Academy of Arts and Sciences[37]
- 1996: La Meadows School of the Arts della Southern Methodist University gli assegnò il premio Algur H. Meadows.[38]
- 1998: Insignito della massima onorificenza dello stato di Washington, la Medaglia al Merito

## Omaggi e tributi
- Il Seattle Art Museum mette in palio il Gwendolyn Knight and Jacob Lawrence Fellowship, un premio di 10.000 dollari a "persone il cui lavoro originale riflette la preoccupazione dei Lawrence per l'eccellenza artistica, l'istruzione, e il ruolo di appoggio morale e economico agli studenti all'interno dei contesti culturali e dei sistemi di valori che hanno informato il loro lavoro e il lavoro di altri artisti del colore".[39]
- La Jacob Lawrence Gallery della School of Art + Art History + Design dell'Università del Washington offre un contratto annuale intitolato Jacob Lawrence Legacy.[40]

Sue opere sono nelle collezioni permanenti di numerosi musei, tra cui il British Museum, il Metropolitan Museum of Art, lo Smithsonian American Art Museum, il Museum of Modern Art (MoMA), il Whitney Museum, la Phillips Collection, il Brooklyn Museum, la National Gallery of Art e il Reynolda House Museum of American Art, l'Art Institute Chicago, il Madison Museum of Contemporary Art, il Kalamazoo Institute of Arts, il Minneapolis Institute of Art, il Minnesota Museum of American Art, il Savannah College of Art and Design Museum, il Seattle Art Museum, il Birmingham Museum of Art, l'Indianapolis Museum of Art, il Museum of Art dell'Università del Michigan, il North Carolina Museum of Art, il Princeton University Art Museum, i Musei Vaticani, la Paul G. Allen School of Computer Science and Engineering, la Pennsylvania Academy of the Fine Arts, il Saint Louis Art Museum, il Virginia Museum of Fine Arts, lo Studio Museum di Harlem, il Philadelphia Museum of Art, il Portland Art Museum, lo Hudson River Museum, e il Walker Art Center di Minneapolis.
Nel maggio 2007 la White House Historical Association acquistò all'asta The Builders (1947) di Lawrence per 2,5 milioni di dollari. Il dipinto è esposto nella Sala Verde della Casa Bianca dal 2009.